# A View from the End of the World
A View From The End of The World – czwarty studyjny album szwedzkiej grupy SID-metalowej Machinae Supremacy. Został wydany 3 listopada 2010 roku.

## Lista utworów
Opracowano na podstawie materiału źródłowego.
1. „A View From the End of the World” – 3:52
2. „Force Feedback” – 5:34
3. „Rocket Dragon” – 4:51
4. „Persona” – 5:16
5. „Nova Prospekt” – 5:13
6. „World of Light” – 1:14
7. „Shinigami” – 4:08
8. „Cybergenesis” – 5:43
9. „Action Girl” – 4:12
10. „Crouching Camper Hidden Sniper” – 3:59
11. „Indiscriminate Murder is Counter-Productive” – 4:07
12. „One Day in the Universe” – 4:16
13. „The Greatest Show on Earth” – 3:31
14. „Remnant (March of the Undead IV)” – 5:54